# Lijst van Franse gerechten
Dit is een lijst van Franse gerechten.

## A
- Aardappelen à la Bercy
- Andouillette
- Abrikoos

## B
- Baba au rhum
- Baeckeoffe
- Beignet
- Bœuf bourguignon
- Blanquette de veau
- Bouillabaisse

## C

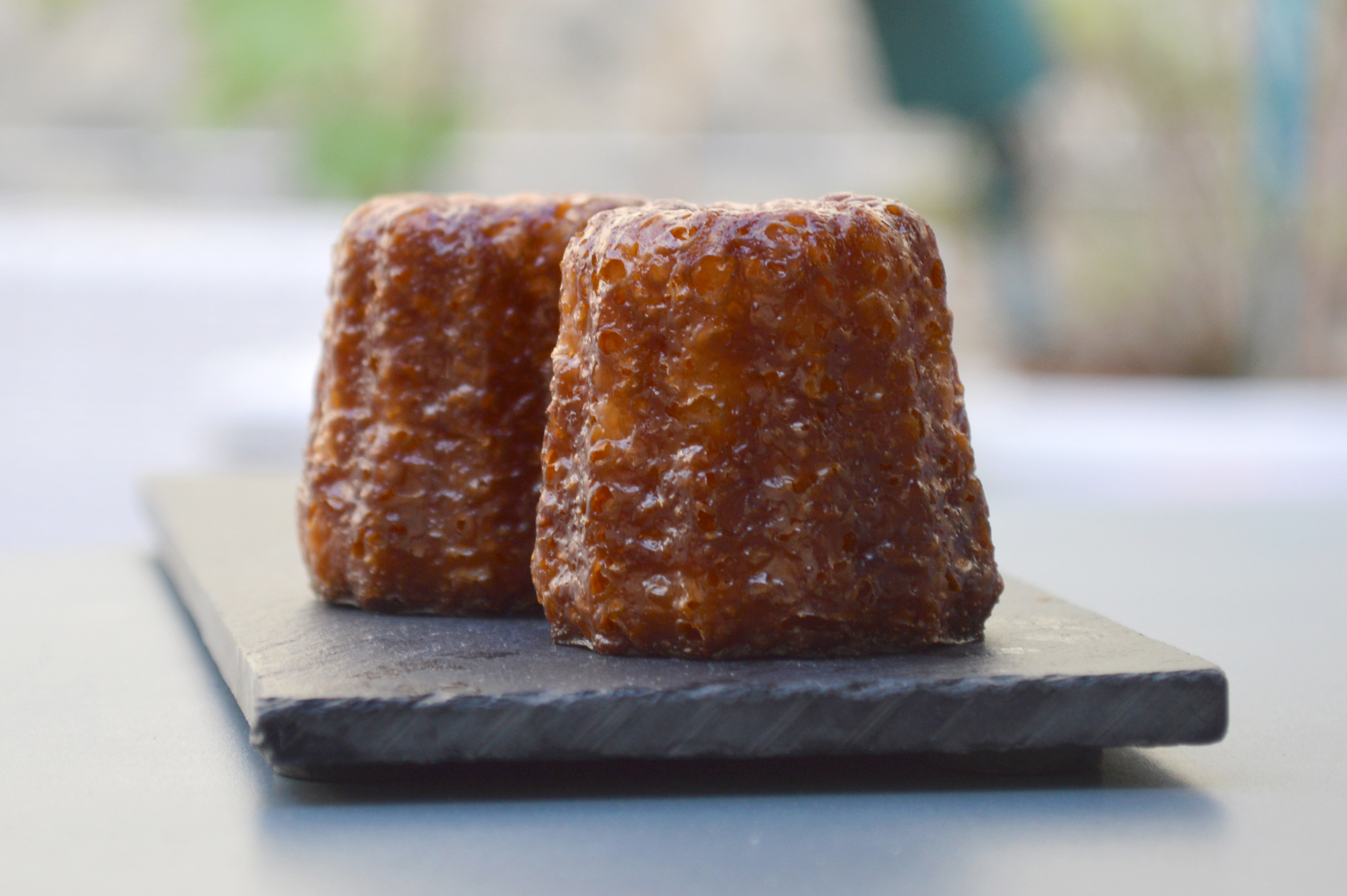
Canelé

- Café liégeois
- Canelé
- Cassoulet
- Chateaubriand
- Court-bouillon
- Coq au vin
- Crème brûlée
- Crêpe Suzette
- Croissant
- Croque Monsieur
- Croziflette

## D
- Daube

## E
- Eclair
- Escargot

## F
- Foie gras
- Fougasse

## G

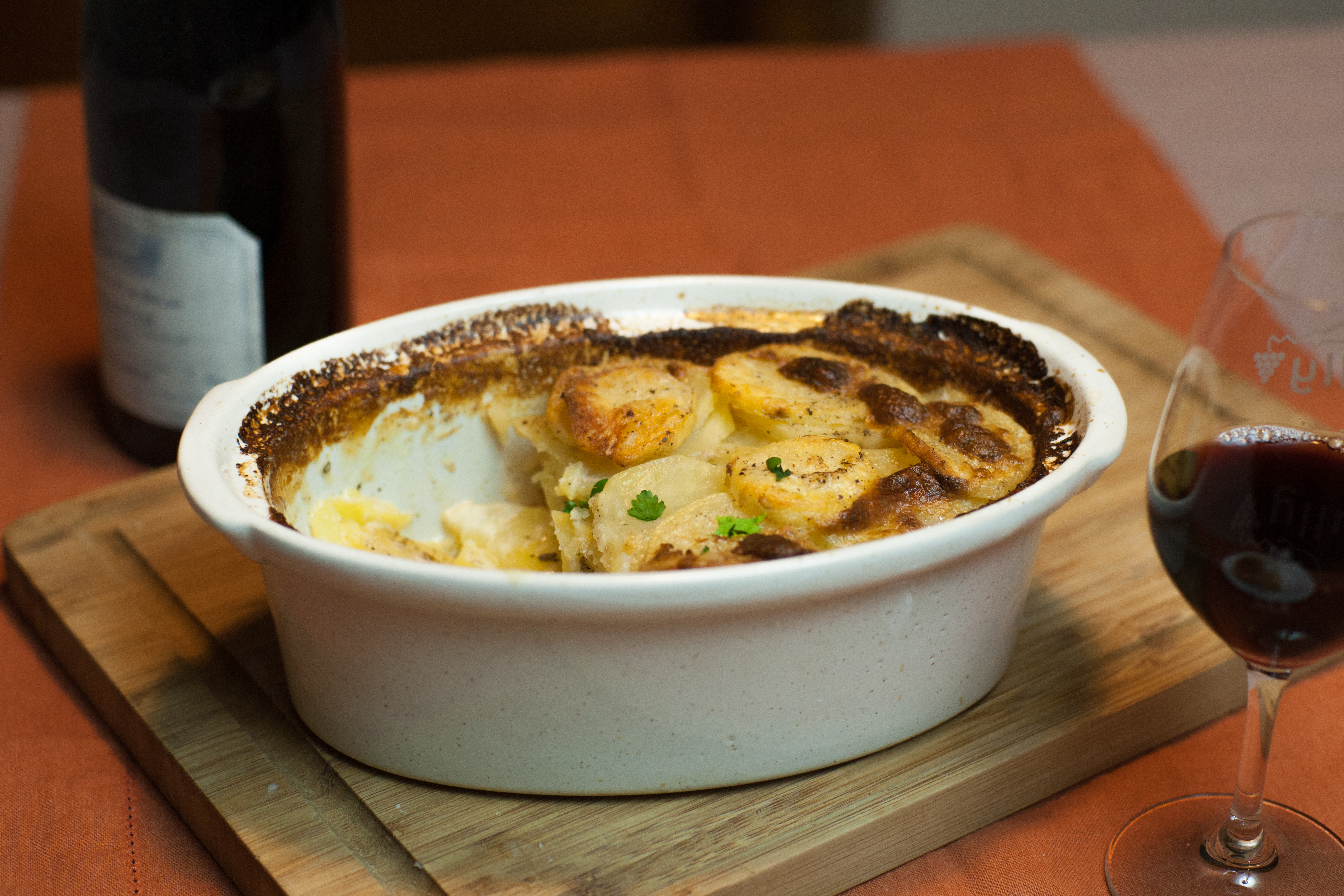
Gratin dauphinois

- Ganzenlever
- Gratin dauphinois

## H
- Hanenballen

## K
- Kikkerbilletjes

## M
- Mayonaise
- Macaron
- Moules-frites

## P
- Paté
- Pêche melba
- Pommes de terre à la lyonnaise
- Pot-au-feu
- Provençaalse saus

## Q
- Quiche lorraine

## R

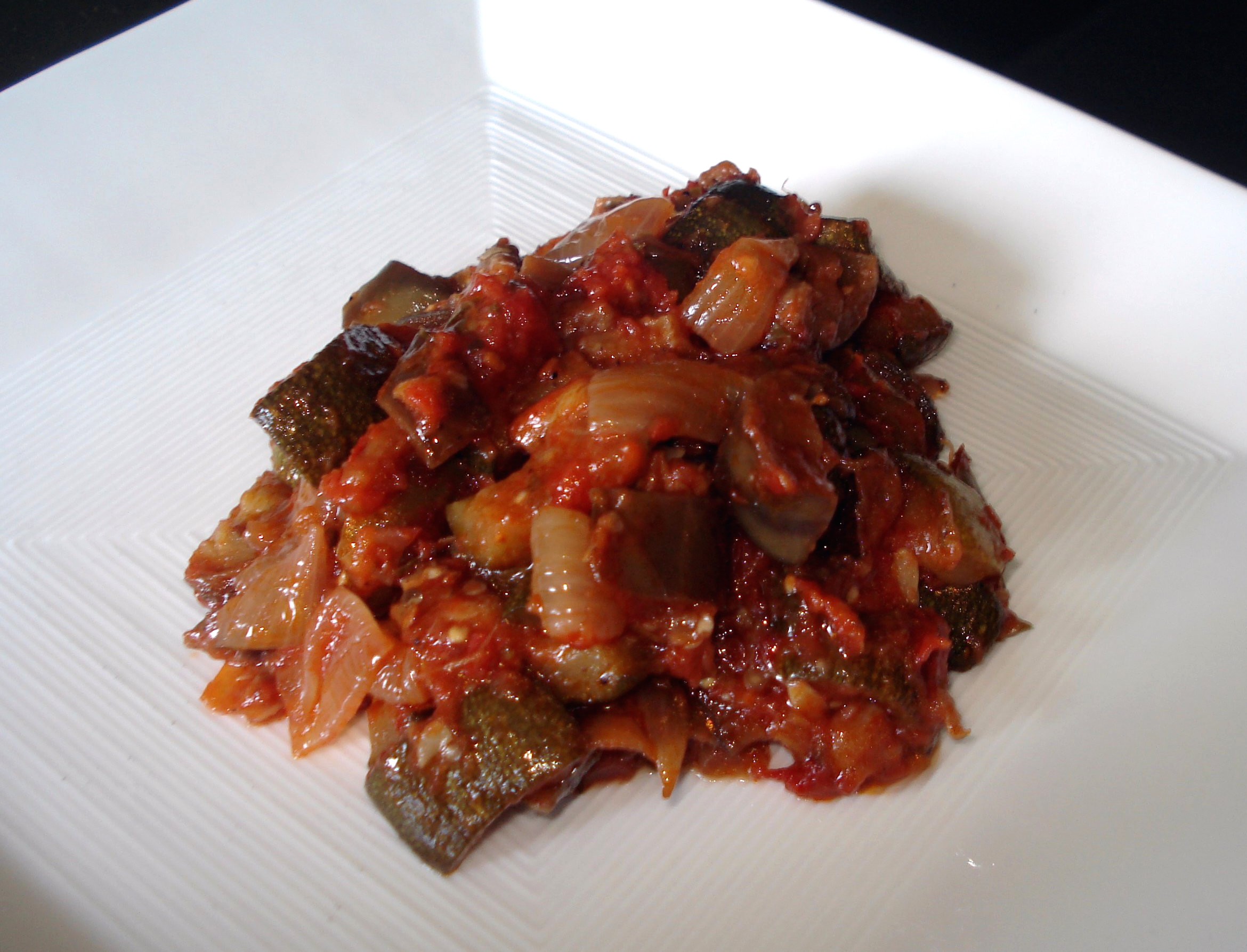
Ratatouille

- Ratatouille
- Roquefort

## S
- Salade niçoise
- Soufflé
- Steak au poivre
- Stokbrood

## T

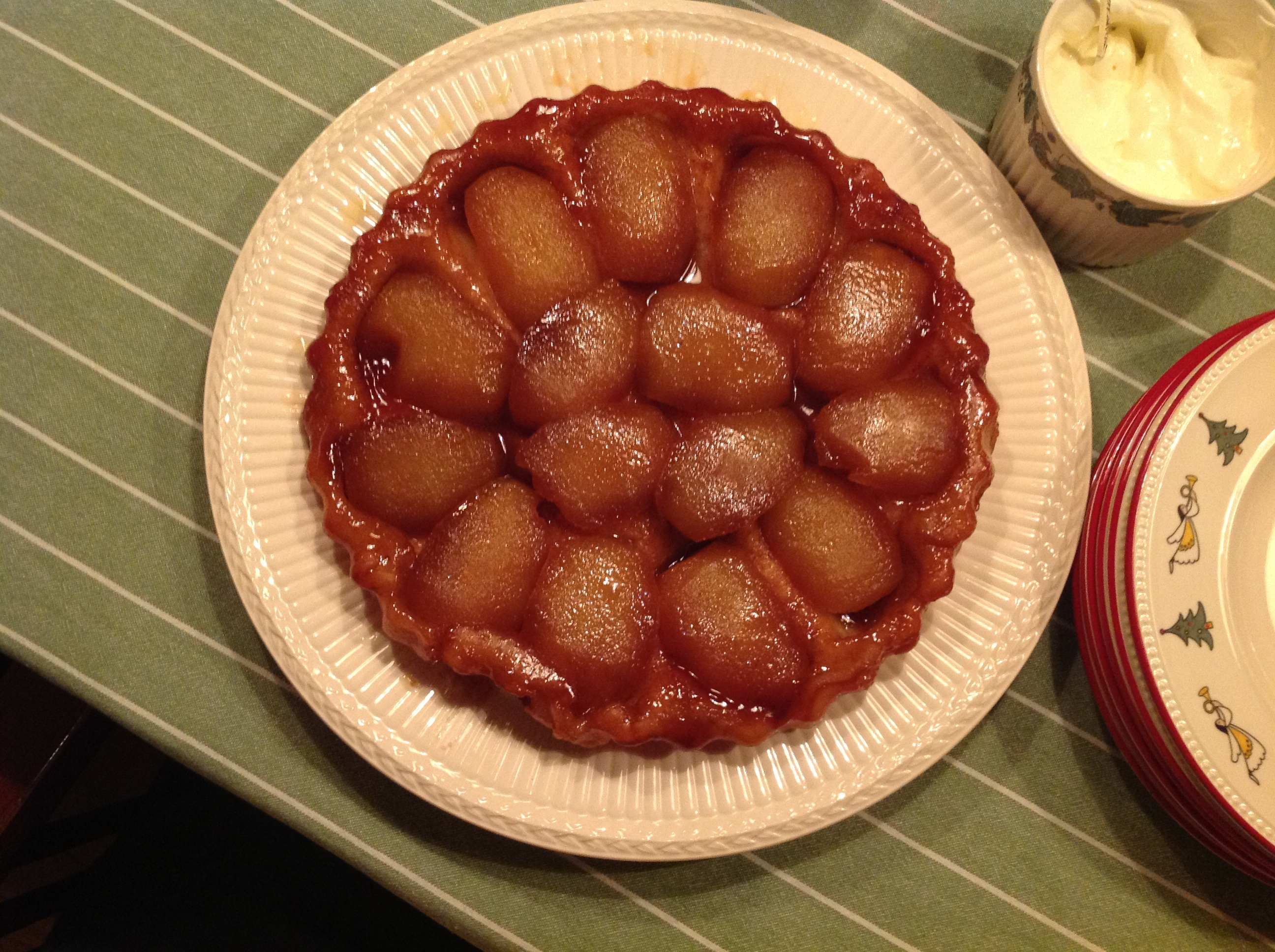
Tarte tatin

- Tarte aux myrtilles
- Tarte flambée
- Tarte tatin
- Tarte tropézienne
- Tartiflette
- Tournedos Rossini

## U
- Uiensoep

## V
- Vol-au-vent

## W
- Wijngaardslak